# Gunilla Brattberg
Gunilla Margareta Brattberg, född 20 augusti 1944 i Stockholm, är en svensk läkare och författare.
Gunilla Brattberg är anestesiolog, utbildad vid Karolinska institutet. Hon har arbetat med smärtproblematik sedan 1970-talet och blev medicine doktor 1989. Hon är professor emerita i rehabiliteringspedagogik vid avdelningen för rehabteknik (Certec) vid Lunds Tekniska Högskola samt forskare associerad till institutionen för folkhälso- och vårdvetenskap vid Uppsala universitet. 1994 startade hon Värkstadsprojektet, öppna samtalsgrupper för människor med långvarig värk, smärta och stressrelaterad ohälsa. Som mest fanns det 50 Värkstäder i Sverige från Kiruna i norr till Malmö i söder. Dessa drevs delvis i landstingsregi, delvis av studieförbund. Ekonomiska åtstramningar har tvingat fler och fler Värkstäder att stänga. År 2023 - efter 30 år med Värkstadskonceptet - stängdes den sista fysiska Värkstaden i Göteborg. Brattberg driver även en Värkmästarutbildning på internet. Förutom ett stort antal böcker inom området värk, smärta och rehabilitering har hon skrivit flera böcker om att leva med autismspektrumtillstånd, baserade på egna erfarenheter och upplevelser. Brattberg fick diagnosen Aspergers syndrom när hon var 55 år. Efter pensioneringen har hon arbetat ideellt i SeniorNet och dess lokalförening SeniorNet Kungsholmen där hon lär äldre hantera datorer, mobiler och surfplattor.